# Кокшеньга
Ко́кшеньга (Кокшенга) — річка у Вологодській та Архангельській областях Росії, ліва притока річки Устьї (басейн Північної Двіни).

## Географія
Кокшеньга утворюється злиттям річок Ілезе і Кортюги біля села Ілезскій Погост Тарнозького району Вологодської області.

Басейн Північної Двіни

У верхній течії тече на південний захід, ширина річки 30-40 метрів. Біля села Тарнозький Городок річка різко розвертається на північний захід, утворюючи велику петлю. Протягом цієї петлі Кокшеньга приймає три великих лівих притоки - Тарногу, Шебеньгу та Уфтюгу, розширюючись до 50-60 метрів.
В Архангельській області Кокшеньга протікає територіями Устьянського і Бєльського районів. Тут у Кокшеньгу впадають притоки: Заяча, Мостниця, Ненюшка.
У середній течії повільно тече, утворюючи численні затоки й стариці, берега частково безлісі, частково покриті змішаним лісом. Тут річка перетинає Північну залізницю, де знаходиться станція Кокшеньга і селище Кокшеньга при ній. У нижній течії на території Архангельської області річка прискорюється, з'являються кам'янисті перекати й невеликі поріжки. Тут річка тече по ненаселеній місцевості, береги лісисті і мальовничі. Кокшеньга впадає в гирло недалеко від місця впадання самої Устьї у Вагу.